# Voacanga
Voacanga Thouars, 1806 è un genere di piante della famiglia Apocynaceae.

## Tassonomia
Il genere comprende le seguenti specie:
- Voacanga africana Stapf ex Scott-Elliot
- Voacanga bracteata Stapf
- Voacanga caudiflora Stapf
- Voacanga chalotiana Pierre ex Stapf
- Voacanga cornuta Jongkind
- Voacanga diplochlamys K.Schum.
- Voacanga foetida (Blume) Rolfe
- Voacanga globosa (Blanco) Merr.
- Voacanga gracilipes (Miq.) Markgr.
- Voacanga grandifolia (Miq.) Rolfe
- Voacanga havilandii Ridl.
- Voacanga lanceolata (Stapf) Jongkind
- Voacanga megacarpa Merr.
- Voacanga micrantha Pichon
- Voacanga pachyceras Leeuwenb.
- Voacanga psilocalyx Pierre ex Stapf
- Voacanga thouarsii Roem. & Schult.